# Théodoric II de Wied
Théodoric II de Wied, également connu sous le nom de Thierry de Wied (vers 1170 - 28 mars 1242), fut archevêque et électeur de Trèves de 1212 à 1242. 

## Biographie
Fils du comte Thierry Ier de Wied (de), Théodoric est mentionné pour la première fois en 1189. De 1196 à 1212 environ, il est prévôt à Saint-Cunibert de Cologne et occupe également ce poste à Rees en 1205. Il devient en 1210 grand archidiacre de Trèves et prévôt de Saint-Paulin.
En 1212, au début de son mandat d'archevêque, Théodoric entreprend la construction du château de Montabaur (de), sur la rive droite du Rhin ; il est alors fait prisonnier par le comte Henri II de Nassau, opposé à cette entreprise destinée à sécuriser les biens de l'archevêché. Malgré sa capture, Théodoric put achever la construction du château deux ans plus tard.
En 1220, il fait rédiger le Liber annalium iurium, un inventaire des biens, des revenus et des droits de l'église de Trèves.
Théodoric initie la construction de l'église Notre-Dame de Trèves vers 1230 et inaugure la cathédrale Saint-Georges de Limbourg en 1235. Son soutien à la création de l'Ordre de Saint-Jean et de l'Ordre Teutonique à Trèves et Coblence est important (voir Ordre allemand de Coblence et Deutsches Eck).
Vers 1240, l'extinction de la lignée des seigneurs de Malberg conduit à des affrontements dans l'Eifel. Théodoric fait alors construire le château de Kyllburg pour sécuriser les possessions de Trèves.
Durant la « querelle pour le trône allemand » (en allemand Deutscher Thronstreit), l'archevêque prend parti pour la maison des Hohenstaufen et s'oppose fermement aux archevêques de Cologne et de Mayence, partisans de la maison des Welf.
Théodoric II est enterré dans la cathédrale de Trèves.

## Bibliographie

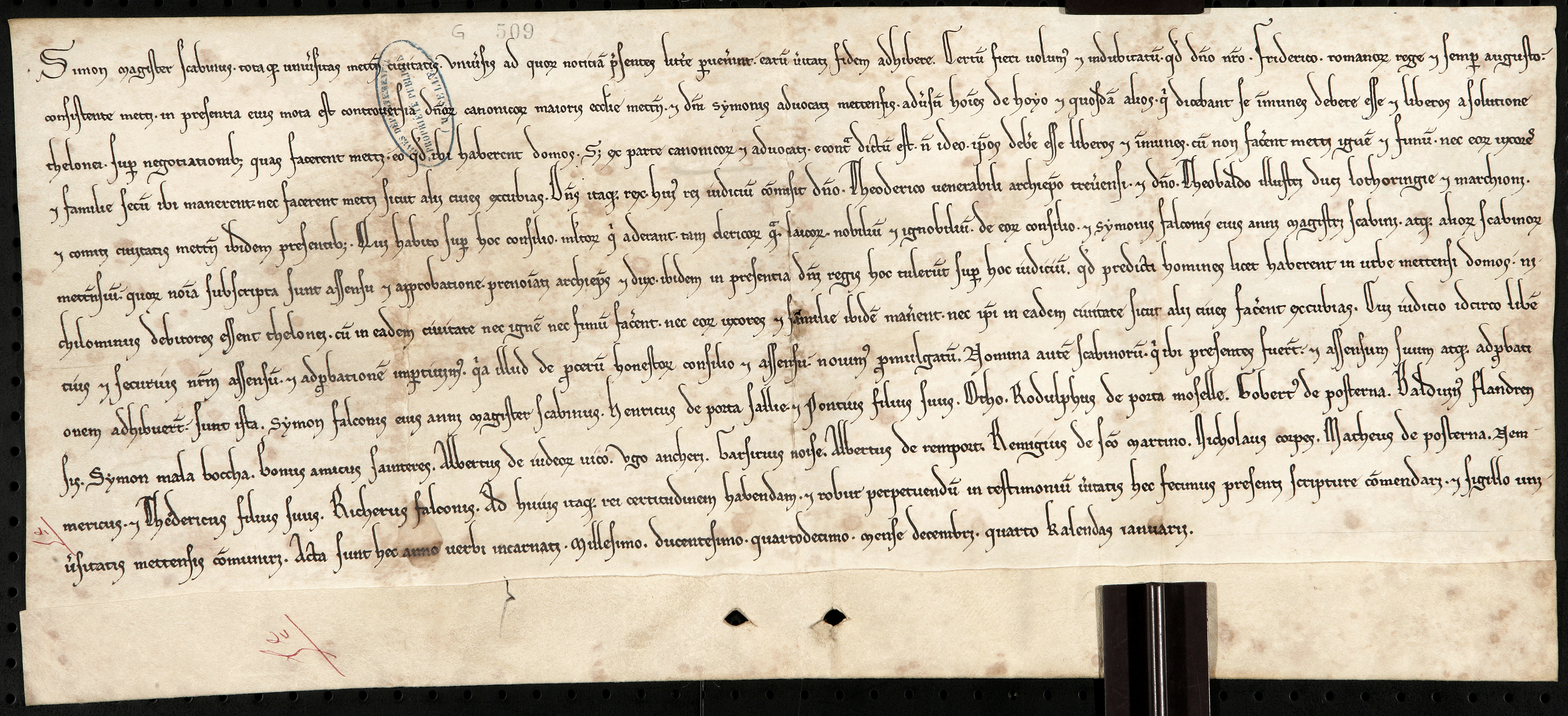
Lettre de l'empereur Frédéric II nommant Théodoric II et Thiébaud Ier, duc de Lorraine, arbitres pour statuer sur le désaccord entre le chapitre cathédrale de Metz et des habitants de la ville au sujet du droit de tonlieu (1214).